# Ronde van Italië 2022/Derde etappe
De derde etappe van de Ronde van Italië 2022 werd verreden op zondag 8 mei van Kaposvár naar Balatonfüred. Het betrof een vlakke etappe over 201 kilometer die werd gekleurd door een kopgroep bestaande uit Samuele Rivi, Mattia Bais en Filippo Tagliani. De laatste twee ontsnappers zaten afgelopen vrijdag ook al in de kopgroep. Zij kregen maximaal zes minuten voorsprong.
In de finale kreeg men zoals verwacht een massasprint. Door slechte positionering kwam favoriet Caleb Ewan er niet aan te pas. Zijn concurrent Mark Cavendish leek te vroeg de sprint te moeten gaan, maar hield knap stand en boekte zo zijn eerste etappezege in de Ronde van Italië sinds 2013.

## Uitslagen
| Kaposvár – Balatonfüred (201,0 km) |                  |                                    |          |
| Plaats                             | Naam             | Ploeg                              | Tijd     |
| 1                                  | Mark Cavendish   | Quick Step-Alpha Vinyl             | 4u56'39" |
| 2                                  | Arnaud Démare    | Groupama-FDJ                       | z.t.     |
| 3                                  | Fernando Gaviria | UAE Team Emirates                  | z.t.     |
| 4                                  | Biniam Girmay    | Intermarché-Wanty-Gobert Matériaux | z.t.     |
| 5                                  | Jakub Mareczko   | Alpecin-Fenix                      | z.t.     |
| 6                                  | Edward Theuns    | Trek-Segafredo                     | z.t.     |
| 7                                  | Simone Consonni  | Cofidis                            | z.t.     |
| 8                                  | Caleb Ewan       | Lotto Soudal                       | z.t.     |
| 9                                  | Alberto Dainese  | Team DSM                           | z.t.     |
| 10                                 | Phil Bauhaus     | Bahrain Victorious                 | z.t.     |
|                                    |                  |                                    |          |
| 13                                 | Cees Bol         | Team DSM                           | z.t.     |

| Algemeen klassement |                      |                         |          |
| Plaats              | Naam                 | Ploeg                   | Tijd     |
| Roze trui           | Mathieu van der Poel | Alpecin-Fenix           | 9u43'50" |
| 2                   | Simon Yates          | Team BikeExchange Jayco | + 11"    |
| 3                   | Tom Dumoulin         | Team Jumbo-Visma        | + 16"    |
| 4                   | Matteo Sobrero       | Team BikeExchange Jayco | + 24"    |
| 5                   | Wilco Kelderman      | BORA-hansgrohe          | z.t.     |
| 6                   | Ben Tulett           | INEOS Grenadiers        | z.t.     |
| 7                   | Tobias Foss          | Team Jumbo-Visma        | + 28"    |
| 8                   | Bauke Mollema        | Trek-Segafredo          | z.t.     |
| 9                   | Peio Bilbao          | Bahrain Victorious      | + 29"    |
| 10                  | Mauro Schmid         | Quick Step-Alpha Vinyl  | z.t.     |
|                     |                      |                         |          |
| 20                  | Mauri Vansevenant    | Quick Step-Alpha Vinyl  | + 43"    |

## Opgaven
- Jan Tratnik (Bahrain-Victorious): opgave na valpartij in 1e etappe

1e etappe ·
2e etappe ·
3e etappe ·
4e etappe ·
5e etappe ·
6e etappe ·
7e etappe ·
8e etappe ·
9e etappe ·
10e etappe ·
11e etappe ·
12e etappe ·
13e etappe ·
14e etappe ·
15e etappe ·
16e etappe ·
17e etappe ·
18e etappe ·
19e etappe ·
20e etappe ·
21e etappe
Startlijst · Eindstanden · Afbeeldingen